# Miners Shot Down
Miners Shot Down é um documentário sul-africano de 2014 dirigido por Rehad Desai. O filme explora os eventos que levaram ao que foi chamado de "Massacre de Marikana". Em 2015, foi premiado com um Emmy Internacional.

## Sinopse
Em agosto de 2012, mineiros de uma das maiores minas de platina da África do Sul deram início a uma greve selvagem por melhores salários. Após seis dias de greve, a polícia usou munição letal para reprimir brutalmente a greve, matando 34 mineiros e ferindo muitos outros. A polícia insistiu que eles atiraram em legítima defesa. Miners Shot Down conta uma história diferente, que se desdobra em tempo real ao longo de sete dias, como uma bomba-relógio.
O filme entrelaça o ponto de vista central de três líderes da greve, Mambush, Tholakele e Mzoxolo, com imagens convincentes de aquivos de TV, filmagens da polícia e entrevistas com os advogados que representam os mineiros na comissão de inquérito sobre o massacre. O que resulta é uma tragédia que surge de falhas profundas na ainda emergente democracia da África do Sul, de resistência à pobreza e aos 20 anos de promessa não cumprida, a de uma vida melhor para todos. O filme revela o quão longe o Congresso Nacional Africano tem se afastado de suas raízes progressistas e liberacionistas, e deixa o público com uma incômoda visão daqueles que lucram com os minerais do sul global.

## Prêmios
2015: Emmy Internacional
- Melhor Documentário (venceu)